# 仉
仉（しょう）は、漢姓のひとつ。『百家姓』の443番目に置かれているが、珍しい姓である。2020年の中華人民共和国の統計では人数順の上位100姓に入っておらず、台湾の2018年の統計では886番目に多い姓で、21人がいる。
「孟母三遷」の故事で知られる孟子の母が仉氏であったともいうが、古い文献には見えない。

## 由来
『元和姓纂』・『広韻』・『大広益会玉篇』・『集韻』・『通志』氏族略などはいずれも「仉」を『太平広記』巻八十一・異人一に見える梁四公のひとりである仉䀾（しょうと）の姓として挙げている。この4人は南北朝時代の梁の人物とされ、いずれも非常に風変わりな文字の名前になっている。『太平広記』によれば、「仉」は「掌」と同音である。
孟子の母を仉氏とするのは明以降の文献で、『万姓統譜』『字彙』『正字通』『康熙字典』に記述がある。17世紀の馬驌『繹史』によれば、『風俗通』に孟子の母を仉氏としているという。
孟子の母の姓名は古い文献には見えない。曲阜の孟母林に建てられた元の元貞2年（1296年）の孟母墓碑によると、古い碑文に孟子の母を李氏と書いてあったという。これは明代以降の伝承と異っている。
元代の『百家姓』には「仉」は載っていない。仉が孟母の姓とされるようになった明以降に『百家姓』に追加された字のようである。